# Berlin-Totale: Auguststraße
Berlin-Totale: Auguststraße ist ein Dokumentarfilm der Staatlichen Filmdokumentation beim Staatlichen Filmarchiv der DDR von Veronika Otten aus dem Jahr 1979.

## Handlung
Nach einem Blick in die Auguststraße und einem Schwenk über die immer noch vom Zweiten Weltkrieg zerstörten Häuser, kann man einen längeren Moment den Eingang von Clärchens Ballhaus gegenüber der Kleinen Hamburger Straße sehen, da das Vorderhaus im Krieg den Bomben zum Opfer fiel. Nach dem Zeigen verschiedener Fassaden von noch intakten Häusern in der Straße, positioniert sich die Kamera mit der Redakteurin Veronika Otten vor einer Konsum-Lebensmittelverkaufsstelle, um dort einige der Kunden zu interviewen. Verschiedene ältere Frauen werden über ihre Wohnverhältnisse befragt und alle haben die Wohnungen, mal mit Innentoilette und mal mit Außentoilette, auf eigene Kosten in einen erträglichen Zustand versetzt, die Miete beträgt im Schnitt, bei Wohnungen mit drei Räumen, unter 50,- DDR-Mark. Einig sind sich alle, dass mehr Reparaturen durch die Kommunale Wohnungsverwaltung erledigt werden müssten, doch da fehlt es meistens am Geld und wenn das da ist, gibt es kein Material. Bei der Frage nach dem Angebot im Lebensmittelgeschäft gibt es keine negativen Äußerungen. 
Der nächste Gesprächspartner ist Herr Meyer, Inhaber des einzigen privaten Flaschengroßhandels der DDR in dieser Form. Vom Vater wurde die Firma 1920 im Stadtbezirk Berlin-Friedrichshain gegründet und im Jahr 1950 sind sie in die Auguststraße im Stadtbezirk Berlin-Mitte umgezogen. Die Aufgabe des Betriebes besteht darin, gebrauchte Flaschen und Gläser aufzukaufen und mit eigenen Lastkraftwagen oder Speditionen an die Betriebe zu liefern, die sie wieder dem Kreislauf zuführen. So hat er Kunden in der gesamten DDR, der Bundesrepublik Deutschland, Frankreich, Rumänien und in anderen Ländern. Den Glasbruch liefert er an die Glasfabriken, die auf diese Weise bei der Herstellung neuer Flaschen und Gläser sehr viel Energie sparen können. Im Betrieb sind neun Kollegen beschäftigt, plus etwa drei Personen als mithelfende Familienangehörige. Weiterbetreiben will er das Geschäft, solange es noch möglich ist, obwohl das immer schwieriger wird, denn er erhält keine materielle Unterstützung zur Werterhaltung seiner Arbeitsmittel. Seine Lastkraftwagen muss er seit etwa zehn Jahren selbst reparieren, da er keine Werkstatttermine bekommt.
Am anderen Ende der Auguststraße, kurz vor der Oranienburger Straße, befinden sich noch zwei Bauwerke, die eine Erwähnung wert sind. Es ist das Christliche Hospiz, ein Hotel im Zentrum der Stadt, in dem auch mehrere Einrichtungen der Evangelisch-lutherische Kirchen untergebracht sind, sowie die St.-Johannes-Evangelist-Kirche. Mit einem Schwenk über renovierungsbedürftige Häuser und leer stehende Geschäfte endet dieser Film aus dem Jahr 1979.

## Produktion und Veröffentlichung
Der komplette Titel dieses 16-mm-Films lautet:
Berlin-Totale. Ein Filmdokument der Staatlichen Filmdokumentation
III. Lebens- und Wohnverhältnisse
2. Altbaugebiet Berlin-Mitte
f. Auguststraße
Der Film war in der DDR nicht für eine öffentliche Aufführung vorgesehen. Die erste öffentliche bekannte Wiedergabe erfolgte am 22. Februar 2022 im Berliner Zeughauskino.